# التهاب رئوي يوزيني
الالتهاب الرئوي الإيزونوفيلي هو المرض الذي يتجمع فيه نوع معين من خلايا الدم البيضاء تسمى الكريات الحمضية " الإيزونوفيلية ". هذه الخلايا يسبب اضطراب الفراغات الجوية العادية (الحويصلات الهوائية) حيث يُستخرج الأكسجين من الجو. يوجد عدة أنواع مختلفة من الاتهاب الرئوي الإيزونوفيلي ويمكن أن تحدث في أي فئة عمرية. وأكثر الأعراض شيوعا تشمل السعال والحمى وصعوبة في التنفس، والتعرق في الليل. تشخيص الاتهاب الرئوي الإيزونوفيلي هو نتيجة لمجموعة من الأعراض المميزة، ونتائج الفحص الطبي من قبل مقدم الخدمة الصحية، ونتائج فحوصات الدم والأشعة السينية. التشخيص التكهني ممتاز ما إن يتم التعرف على الاتهاب الرئوي الإيزونوفيلي وبدأ العلاج بالكورتيكوستيرويد.

## أنواع الاتهاب الرئوي الإيزونوفيلي
ينقسم الاتهاب الرئوي الإيزونوفيلي إلى فئات مختلفة اعتمادا على ما إذا كان يمكن تحديد سببه أم لا. وتشمل بعض الأسباب المعروفةالأدوية أو محفزات بيئية، أو العدوى الطفيلية، والسرطان. ويمكن أيضا أن يحدث عندمايهاجم جهاز المناعةالرئتين، وهو مرض يسمى متلازمة شيرج ستروس. عندما لا يمكن إيجاد سبب، يصنف الاتهاب الرئوي الإيزونوفيلي «مجهول السبب». يمكن تقسيم الاتهاب الرئوي الإيزونوفيلي مجهول السبب إلى «الاتهاب الرئوي الإيزونوفيلي الحاد» و«الاتهاب الرئوي الإيزونوفيلي المزمن» اعتمادا على الأعراض التي يختبرها الشخص.

## الأعراض
معظم أسباب الاتهاب الرئوي الإيزونوفيلي لها أعراض متماثلة. السعال والحمى وضيق التنفس المتزايد، والتعرق الليلي هي الاعراض البارزة وتكاد تكون عالمية. الاتهاب الرئوي الإيزونوفيلي الحاد يلي عادة مسار سريع من المرض. الحمى والسعال قد تظهر في اسبوع واحد أو أسبوعين فقط قبل تتقدم صعوبات التنفس إلى فشل الجهاز التنفسي التي تتطلب التهوية الميكانيكية. الاتهاب الرئوي الإيزونوفيلي المزمن يلي عادة مسار أبطأ. تتراكم الأعراض على مدى عدة أشهر، وتشمل الحمى والسعال وضيق التنفس، والصفير أثناء التنفس، وفقدان الوزن. وغالبا ما يتم تشخيص الأفراد الذين يعانون من الاتهاب الرئوي الإيزونوفيلي المزمنربو بالأزمة قبل أن يتم التعرف على الاتهاب الرئوي الإيزونوفيلي المزمن.
الاتهاب الرئوي الإيزونوفيلي بسبب الأدوية أو التعرض البيئي متشابه ويحدث بعد التعرض لعامل مؤذي معروف. الاتهاب الرئوي الإيزونوفيلي بسبب العدوى الطفيلية لديه أعراض بادرة مماثلة، بالإضافة إلى مجموعة من الأعراض المختلفة المتصلة بالطفيليات الكامنة المتنوعة. الاتهاب الرئوي الإيزونوفيلي على خلفية سرطان يحدث في كثير من الأحيان في سياق تشخيص معروف لسرطان الرئة وسرطان عنق الرحم، إلخ.
وكانت هناك حالات من الاتهاب الرئوي الإيزونوفيلي الناجم عن الأدوية يسببها دابتومايسين (كيوبيسين). ولوحظ في اثنين من هذه الحالات، انها تعتمد على الاستخدام المزمن للاستيرويد. (Reference Clinical Infectious Disease 2010:50 (1 March) pp735–739).

## الفيسيولوجيا المرضية
يمكن ان يتطور الاتهاب الرئوي الإيزونوفيلي في عدة طرق مختلفة اعتمادا على السبب الكامن وراء المرض. ويعتقد أن الكريات الحمضية تلعب دورا محوريا في الدفاع عن الجسم ضد العدوى الناجمة عن الطفيليات. العديد من الأمراض مثل الربو والاكزيما، تحدث عندما تبالغ الكريات الحمضية في استجابتها للمحفزات البيئية وتفرز فائض من المواد الكيميائية (سيتوكين) مثل الهيستامين. والسمة المشتركة بين الأسباب المختلفة للاتهاب الرئوي الإيزونوفيلي هو رد فعل المبالغ فيه للكريات الحمضية أو اختلال وظيفي في الرئة.

### الأدوية والتعرض للعوامل البيئية
سوء استخدام الأدوية والعقاقير، والعوامل البيئية قد تؤدي كلها إلى خلل وظيفي في الكريات الحمضية. الأدوية مثل (ايبوبروفين)، نتروفورانتوين، الفينيتوين، إل تريبتوفان، دابتوميسين وأمبيسلين وتعاطي المخدرات مثل استنشاق الهيروين والكوكايين يؤدي إلى فعل تحسسي والذي يسبب الاتهاب الرئوي الإيزونوفيلي. يمكن للمواد الكيميائية مثل الكبريتيت، سيليكات الألومنيوم، ودخان السجائر ان تسبب الاتهاب الرئوي الإيزونوفيلي عند استنشاقها. رجال الإطفاء في مدينة نيويورك اصيبوا بالاتهاب الرئوي الإيزونوفيلي نيويورك بعد استنشاق الغبار من مركز التجارة العالمي في 11 سبتمبر 2001.

### العدوى الطفيلية
الطفيليات تسبب الاتهاب الرئوي الإيزونوفيلي بثلاث طرق مختلفة. إما أن تغزو الطفيليات الرئة، أو تعيش في الرئة كجزء من دورة حياتها، أو أن تنتشر إلى الرئتين عن طريق مجرى الدم. الكريات الحمضية تهاجر إلى الرئة وذلك لمكافحة الطفيليات وينتج الاتهاب الرئوي الإيزونوفيلي. الطفيليات الهامة التي تغزو الرئة تشمل الديدان الرئوية المثقوبة جانبية المناسل والدودة الشريطية الشوكيه والدودة الشريطية الوحيدة. الطفيليات الهامة التي تسكن في الرئة كجزء من دورة حياتها العادية تشمل الديدان (الديدان الطفيلية) ديدان الصفر الخراطيني "الاسكاريس" ، الديدان الاسطوانية والدودة الخطافية الانكلستوما الاثنى عشرية والفتاكة الأمريكية. عندما تحدث الاتهاب الرئوي الإيزونوفيلي نتيجة لهذه المجموعة الأخيرة، فإنه غالبا ما يسمى «تناذر لوفلر». المجموعة الأخيرة من طفيليات تسبب الاتهاب الرئوي الإيزونوفيلي عندما يتم حمل عدد كبير من البيض إلى الرئتين عن طريق مجرى الدم. يمكن أن يشمل ذلك الشعرينة الحلزونية ، الديدان الاسطوانية ، ديدان الصفر الخراطيني الاسكاريس ، الديدان الخطافية، وديدان البلهارسيا.

### الاتهاب الرئوي الإيزونوفيلي الحاد والاتهاب الرئوي الإيزونوفيلي المزمن
الأسباب لكلا من الاتهاب الرئوي الإيزونوفيلي الحاد والاتهاب الرئوي الإيزونوفيلي المزمن كانت غير معروفة حتى عام 2005. وهناك بعض الشكوك في أنه على الأقل الاتهاب الرئوي الإيزونوفيلي الحاد هو نتيجة رد فعل الجسم على عامل بيئي مجهول.

## التشخيص
يتم تشخيص الاتهاب الرئوي الإيزونوفيلي في واحدة من ثلاث حالات: عندما يكشف عد الدم الكامل زيادة الكريات الحمضية أو عندما تحدد الأشعة السينية أو الصور المقطعية على الصدر تشوهات في الرئة، أوعندما تحدد خزعة زيادة الكريات الحمضية في أنسجة الرئة، أو عند زيادة الكريات الحمضية الموجودة في السائل الذي تم الحصول عليه بواسطة منظار الشعب الهوائية (سائلالغسيل القصبي الحويصلي). ارتباطه بالأدوية أو السرطان هو واضح عادة بعد مراجعة التاريخ الطبي للشخص. يتم تشخيص عدوى طفيلية معينة بعد دراسة تعرض الشخص على الطفيليات الشائعة والتجارب المختبرية للبحث عن الأسباب المحتملة. إذا لم يتم العثور على السبب الكامن، يتم تشخيص الاتهاب الرئوي الإيزونوفيلي الحاد أو الاتهاب الرئوي الإيزونوفيلي المزمن بناء على المعايير التالية. الاتهاب الرئوي الإيزونوفيلي الحاد يكون على الأرجح مع فشل الجهاز التنفسي الحاد بعد مرض الحمى استمر عادة لأقل من أسبوع واحد، والتغيرات في مناطق متعددة في الرئة والسوائل في المنطقة المحيطة الرئتين في الأشعة السينية على الصدر، وأكثرر من 25 ٪ من الكريات الحمضية في الغسيل القصبي الحويصلي. وتشوهات أخرى مختبرية نموذجية تتضمن ارتفاع عدد خلايا الدم البيضاء ، كرات الدم الحمراء معدل الترسيب، ومستوى الغلوبولين المناعي. اختبار وظائف الرئة عادة ما يكشف عن وظيفة مقيدة مع قدرة انتشار منخفضة لأول أكسيد الكربون. الاتهاب الرئوي الإيزونوفيلي المزمن هو الأكثر احتمالا عند تكون الاعراض
موجودة منذ أكثر من شهر. الاختبارات المختبرية النموذجية لالاتهاب الرئوي الإيزونوفيلي المزمن تشمل تزايد كريات الدم الحمضية، وارتفاع معدل ترسيب كريات الدم الحمراء، و فقر الدم بسبب نقص الحديد، والصفائح الدموية المتزايدة. ويمكن أن تظهر الأشعة السينية على الصدر تشوهات في أي مكان، ولكن النتيجة الأكثر تحديدا هو زيادة الظل في محيط الرئة، بعيدا عن القلب.

## العلاج
عندما يتعلق الاتهاب الرئوي الإيزونوفيلي بمرض مثل السرطان أو العدوى الطفيلية، فان معالجة الأسباب الكامنة فعال في علاج مرض الرئة. عندما يكون بسبب الاتهاب الرئوي الإيزونوفيلي الحاد أو الاتهاب الرئوي الإيزونوفيلي المزمن، فان العلاجبالكورتيكوستيرويد ينتج عنه القضاء على الاعراض بشكل سريع ومثير، على مدى يوم أو يومين. إما ميثيل بريدنيزولون عن طريق الوريد أو بريدنيزون عن طريق الفم هي الأكثر شيوعا. في الاتهاب الرئوي الإيزونوفيلي الحاد، فان العلاج عادة ما يستمر لمدة شهر بعد أن تختفي الأعراض وتعود الأشعة السينية إلى وضعها الطبيعي (عادة أربعة أسابيع اجمالي). في الاتهاب الرئوي الإيزونوفيلي المزمن، فان العلاج عادة يستمر لمدة ثلاثة أشهر بعد اختفاء الأعراض وتعود الأشعة السينية إلى وضعها الطبيعي (عادة أربعة أشهر اجمالي). الستيرويد عن طريق الاستنشاق مثل فلوتيكاسون قد استخدمت على نحو فعال عندما يؤدي انقطاع البريدنيزون عن طريق إلى الانتكاس.
لأن الاتهاب الرئوي الإيزونوفيلي يؤثر في الرئتين، فان الأفراد المصابون بالاتهاب الرئوي الإيزونوفيلي لديهم صعوبة في التنفس. عندما يشمل المرض مساحة كبيرة من الرئة، قد لا يكون من الممكن للإنسان أن يتنفس بما يكفي للعيش بدون دعم. الآلات الغير اجتياحية مثل ايجابية الهوائية والضغط ذات المستويين قد تستخدم. والا فان وضع أنبوب تنفس في فم الشخص قد يكون ضروريا ويمكن استخدام جهاز التنفس الصناعيلمساعدته على التنفس.

## التشخيص التكهني
الاتهاب الرئوي الإيزونوفيلي بسبب السرطان أو عدوى طفيلية يحمل تشخيص تكهني مرتبط بالمرض الأساسي. الاتهاب الرئوي الإيزونوفيلي الحاد والاتهاب الرئوي الإيزونوفيلي المزمن، يرتبط بها نسبة قليلة جدا من الوفيات ما دامت تتوفر العناية المركزة والعلاج بالكروتيكوستيرويد متوفر. المجلس الانتخابي المؤقت انتكاسات في كثير من الأحيان عندما توقف بريدنيزون هو، وبالتالي، بعض الناس مع المجلس الانتخابي المؤقت تتطلب العلاج مدى الحياة. ويرتبط الاستخدام المزمن للبريدنيزون مع العديد من الآثار الجانبية، بما في ذلك زيادة العدوى وضعف العظام، و قرحة المعدة، وتغيرات في المظهر.

## علم الوبائيات
الاتهاب الرئوي الإيزونوفيلي هو مرض نادر. الأسباب الطفيلية هي الأكثر شيوعا في المناطق الجغرافية حيث يكون كل طفيلي متوطنا. الاتهاب الرئوي الإيزونوفيلي الحاد يمكن أن يحدث في أي سن، حتى بالنسبة للأطفال أصحاء سابقا، وإن كان معظم المرضى بين 20 و40 سنة من العمر. ويتأثر الرجال تقريبا مرتين أكثر من النساء. الاتهاب الرئوي الإيزونوفيلي الحاد يرتبط بالتدخين. الاتهاب الرئوي الإيزونوفيلي المزمن يحدث في النساء بمعدل أكثر من الرجال ولا يبدو أن له علاقة بالتدخين. وقد يقترن بالإشعاعالخاص بعلاج سرطان الثدي.

### التاريخ
وصف الاتهاب الرئوي الإيزونوفيلي المزمن لأول مرة بواسطة كارينغتون  في عام 1969، ويعرف أيضا باسم متلازمة كارينغتون. قبل ذلك كان الاتهاب الرئوي الإيزونوفيلي كيان باثولوجي موصوف وصفا جيدا ويرتبط عادة مع الأدوية أو التعرض للطفيلي. وقد وصف الاتهاب الرئوي الإيزونوفيلي الحاد لأول مرة في عام 1989 